# Пфаффиан
Пфаффианом кососимметричной матрицы называется некоторый многочлен от её элементов, квадрат которого равен определителю этой матрицы. Как и определитель, пфаффиан является ненулевым только для кососимметричных матриц размера {\displaystyle 2n\times 2n}, и в этом случае его степень равна n.

## Примеры
{\displaystyle {\mbox{Pf}}{\begin{bmatrix}0&a\\-a&0\end{bmatrix}}=a.}
{\displaystyle {\mbox{Pf}}{\begin{bmatrix}0&a&b&c\\-a&0&d&e\\-b&-d&0&f\\-c&-e&-f&0\end{bmatrix}}=af-be+dc.}
{\displaystyle {\mbox{Pf}}{\begin{bmatrix}0&\lambda _{1}&0&0&\cdots &0&0\\-\lambda _{1}&0&0&0&\cdots &0&0\\0&0&0&\lambda _{2}&\cdots &0&0\\0&0&-\lambda _{2}&0&\cdots &0&0\\\vdots &\vdots &\vdots &\vdots &\ddots &\vdots &\vdots \\0&0&0&0&\cdots &0&\lambda _{n}\\0&0&0&0&\cdots &-\lambda _{n}&0\end{bmatrix}}=\lambda _{1}\lambda _{2}\cdots \lambda _{n}.}

## Определение
Пусть {\displaystyle \Pi } обозначает множество всех разбиений множества {\displaystyle \{1,2,\dots ,2n\}} на неупорядоченные пары (всего существует {\displaystyle (2n-1)!!} таких разбиений). Разбиение {\displaystyle \alpha \in \Pi } может быть записано
{\displaystyle \alpha =\{(i_{1},j_{1}),(i_{2},j_{2}),\cdots ,(i_{n},j_{n})\}}
где {\displaystyle i_{k}<j_{k}} и {\displaystyle i_{1}<i_{2}<\cdots <i_{n}}. Пусть
{\displaystyle \pi ={\begin{bmatrix}1&2&3&4&\cdots &2n\\i_{1}&j_{1}&i_{2}&j_{2}&\cdots &j_{n}\end{bmatrix}}}
обозначает соответствующую перестановку, а {\displaystyle {\mbox{sgn}}(\alpha )} — знак перестановки {\displaystyle \pi }.
Нетрудно видеть, что {\displaystyle {\mbox{sgn}}(\alpha )} не зависит от выбора {\displaystyle \pi }.
Пусть {\displaystyle A=\{a_{ij}\}} обозначает {\displaystyle 2n\times 2n} кососимметричную матрицу. Для разбиения {\displaystyle \alpha } определим
{\displaystyle A_{\alpha }=\operatorname {sgn} (\alpha )a_{i_{1},j_{1}}a_{i_{2},j_{2}}\cdots a_{i_{n},j_{n}}.}
Теперь можно определить пфаффиан матрицы A как
{\displaystyle \operatorname {Pf} (A)=\sum _{\alpha \in \Pi }A_{\alpha }.}
Пфаффиан кососимметричной матрицы размера {\displaystyle n\times n} для нечётного n равен нулю по определению.

### Рекурсивное определение
Пфаффиан матрицы размера {\displaystyle 0\times 0} полагается равным 1; пфаффиан кососимметричной матрицы A размера {\displaystyle 2n\times 2n} при {\displaystyle n>0} может быть определён рекурсивно следующим образом:
{\displaystyle \operatorname {Pf} (A)=\sum _{{j=1} \atop {j\neq i}}^{2n}(-1)^{i+j+1+\theta (i-j)}a_{ij}\operatorname {Pf} (A_{{\hat {\imath }}{\hat {\jmath }}}),}
где индекс {\displaystyle i} может быть выбран произвольно, {\displaystyle \theta (i-j)} — функция Хевисайда, {\displaystyle A_{{\hat {\imath }}{\hat {\jmath }}}} обозначает матрицу A без i-той и j-той колонки и строки. 

### Альтернативное определение
Для {\displaystyle 2n\times 2n} кососимметричной матрицы {\displaystyle A=\{a_{ij}\}} рассмотрим бивектор:
{\displaystyle \omega =\sum _{i<j}a_{ij}\;e_{i}\wedge e_{j}.}
где {\displaystyle \{e_{1},e_{2},\dots ,e_{2n}\}} есть стандартный базис в {\displaystyle \mathbb {R} ^{2n}}. Тогда пфаффиан определяется следующим уравнением:
{\displaystyle {\frac {1}{n!}}\omega ^{\wedge n}={\mbox{Pf}}(A)\;e_{1}\wedge e_{2}\wedge \dots \wedge e_{2n},}
где {\displaystyle \omega ^{\wedge n}} обозначает внешнее произведение n копий {\displaystyle \omega }.

## Свойства
Для {\displaystyle 2n\times 2n} кососимметричной матрицы {\displaystyle A} и для произвольной {\displaystyle 2n\times 2n} матрицы {\displaystyle B}:
- {\displaystyle {\mbox{Pf}}(A)^{2}=\det(A)}

- {\displaystyle {\mbox{Pf}}(BAB^{T})=\det(B){\mbox{Pf}}(A)}

- {\displaystyle {\mbox{Pf}}(\lambda A)=\lambda ^{n}{\mbox{Pf}}(A)}

- {\displaystyle {\mbox{Pf}}(A^{T})=(-1)^{n}{\mbox{Pf}}(A)}

- Для блок-диагональной матрицы

{\displaystyle {\mbox{Pf}}{\begin{bmatrix}A_{1}&0\\0&A_{2}\end{bmatrix}}={\mbox{Pf}}(A_{1}){\mbox{Pf}}(A_{2}).}
- Для произвольной {\displaystyle n\times n} матрицы {\displaystyle M}:

{\displaystyle {\mbox{Pf}}{\begin{bmatrix}0&M\\-M^{T}&0\end{bmatrix}}=(-1)^{n(n-1)/2}\det M.}

## История
Термин «пфаффиан» был введён Кэли и назван в честь немецкого математика Иоганна Фридриха Пфаффа.